# مادهیاماکا
مادهیاماکا (انگلیسی: Madhyamaka), چینی: 中觀見; پین‌یین: Zhōngguān Jìan; ویتنامی: Trung quán tông; زبان‌های تبتی: དབུ་མ་པ་ ; dbu ma pa), otherwise known as Śūnyavāda (دکترین خلأ خلاق)، و نیحسوابهاوادا (دکترین نه سوابهاو)، به یک سنت از فلسفه بودایی اشاره دارد که توسط بودایی هندی (راهب بودایی و فیلسوف ناگارجونه (حدود ۱۵۰ - حدود ۲۵۰ پس از میلاد) پایه‌گذاری شد.